# Китница
Кѝтница е село в Южна България, община Ардино, област Кърджали

## География
| Население по години | Население по години |
| ------------------- | ------------------- |
| 1934 г.             | 685 души            |
| 1956 г.             | 772 души            |
| 1975 г.             | 255 души            |
| 1985 г.             | 233 души            |
| 1992 г.             | 149 души            |
| 2001 г.             | 110 души            |
| 2011 г.             | 88 души             |
| 2019 г.             | 114 души            |

Село Китница се намира в най-източната част на Западните Родопи, на 5 – 6 km западно от границата им с Източните Родопи, в крайните северозападни разклонения на Жълти дял, на около 18 km запад-северозападно от град Кърджали и 11 km север-североизточно от град Ардино. Застроено е на югозапад от билото на нисък хълм, отстоящ на 2,5 – 3 km западно от началото на язовир Кърджали и 300 – 400 m на юг от река Арда. Общински път го свързва с минаващия край Арда третокласен републикански път III-8653. Селото е със стръмен терен. Около него има много борови гори. Надморската височина при сградата на кметството е около 435 m.
Съседни села на Китница по околните възвишения са Сполука на около 2 km северозападно, Аврамово на около 2 km северно, Търна на около километър и половина на юг-югоизток и Башево на около 2 km на юг-югозапад.

## История
Селото – тогава с име Ятаджик – е в България от 1912 г. Преименувано е на Китница с министерска заповед № 3775, обнародвана на 7 декември 1934 г.
Във фондовете на Държавния архив Кърджали, Списък на фондове от масив „С“, фонд 717 се съхраняват документи на/за Народно основно училище „Христо Ботев“ – с. Китница, Кърджалийско от периода 1951 – 1970 г.

## Население
Преброяване на населението през 2011 г.
Численост и дял на етническите групи според преброяването на населението през 2011 г.:
|                     | Численост | Дял (в %) |
| Общо                | 88        | 100,00    |
| Българи             | 0         | 0,00      |
| Турци               | 88        | 100,00    |
| Цигани              | 0         | 0,00      |
| Други               | 0         | 0,00      |
| Не се самоопределят | 0         | 0,00      |
| Неотговорили        | 0         | 0,00      |

## Религии
Изповядваната в село Китница религия е ислям.

## Обществени институции
Село Китница към 2020 г. е център на кметство Китница.
Молитвеният дом в село Китница е джамия.

## Културни и природни забележителности
Около село Китница има римски останки. Има османски надгробни паметници. Селската джамия е построена през 1974 г.

## Редовни събития
Всяка година се прави мевлид. Има песни, танци, борби и други.